# Warszawa Falenica
Warszawa Falenica – stacja kolejowa Polskich Kolei Państwowych znajdująca się przy ul. Patriotów, w dzielnicy Wawer w  Warszawie. Ze stacji można dojechać elektrycznymi pociągami podmiejskimi m.in. do: śródmieścia stolicy, Otwocka, Pilawy i Skierniewic.

## Historia

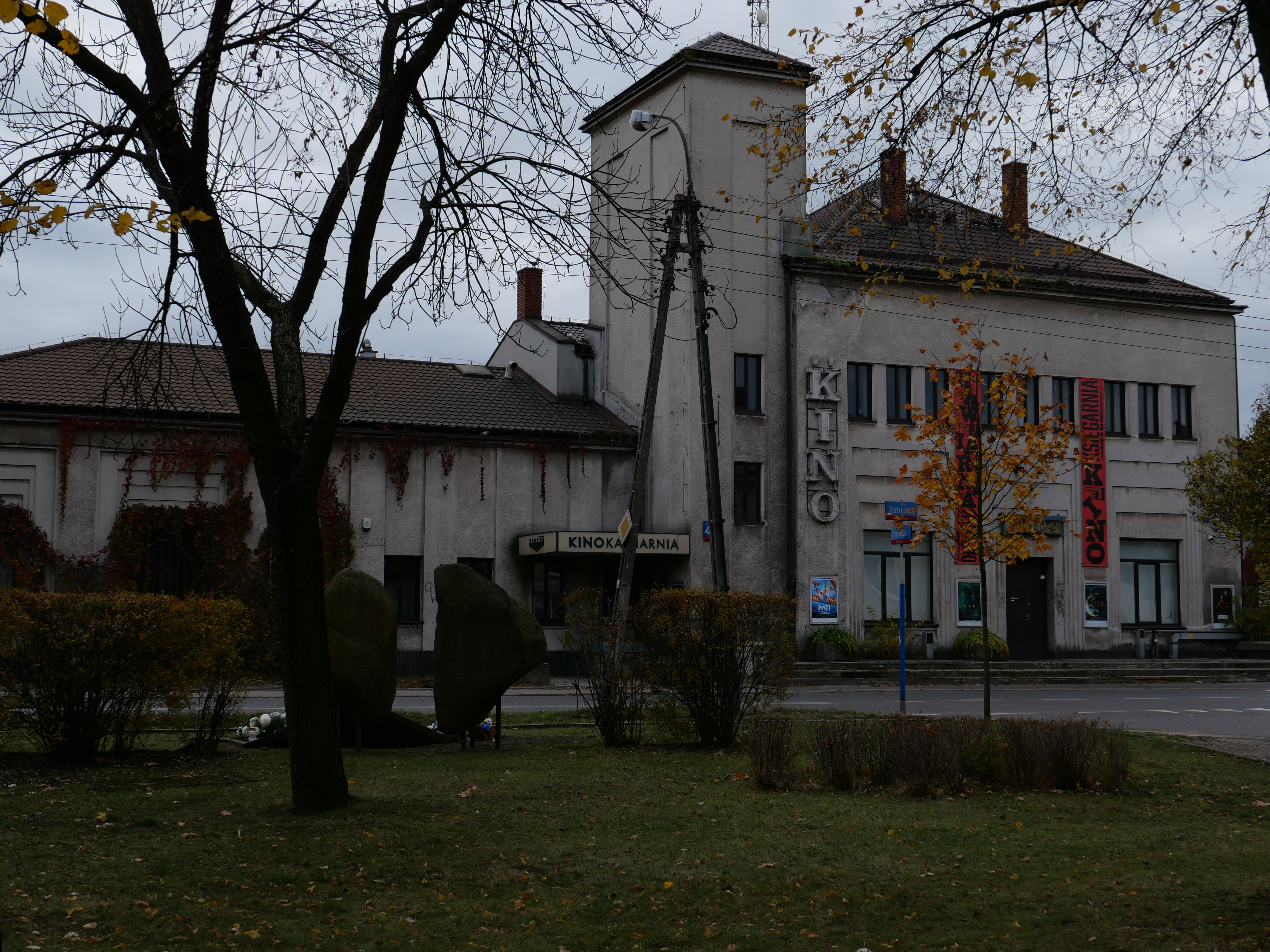
Dworzec

W 1877 roku została otwarta Kolej Nadwiślańska – jedna z najważniejszych linii kolejowych w zaborze rosyjskim. Przebiegała z Mławy, przez Warszawę i Lublin do Kowla (obecnie Ukraina). Linia stała się dogodnym połączeniem dla mieszkańców Warszawy z popularnymi letniskami w Aninie, Otwocku i w Falenicy.
Pierwszy, drewniany budynek stacji powstał 1897 roku. W latach 1905−1910 dodano drugi tor na linii Warszawa–Otwock oraz wybudowano charakterystyczne drewniane budynki stacyjne z wieżyczkami, w Falenicy oraz innych miejscowościach. W tym czasie stacja Falenica została przeniesiona do obecnej lokalizacji w rejonie ulic Patriotów, Bysławskiej, Młodej i Walcowniczej. Pierwotny budynek Kolei Nadwiślańskiej stoi wzdłuż torów, bliżej ulicy Kłodzkiej.
Pierwsza mapa dokumentująca nowe położenie stacji pochodzi z 1915 roku. Stacja miała wtedy trzy tory główne, niski peron dwukrawędziowy oraz dwa niskie perony jednokrawędziowe. Istniały także tory gospodarcze, plac przeładunkowy, rampa, magazyn i wieża wodna. Na peronie zachodnim znajdowała się mała drewniana wiata dla podróżnych, a przy peronie wschodnim – drewniany budynek mieszkalny dla kolejarzy oraz drewniany budynek stacyjny z wieżyczką.
W latach 1915–1916 zmieniono rozstaw szyn z szerokotorowego na europejski. Wzniesiono wtedy także duży murowany budynek dworcowy z kasami biletowymi, poczekalnią, bufetem i wieżą obserwacyjną, a także murowany budynek łaźni-szaletu oraz koszary dla żołnierzy.
W latach 1935–1936, w czasie elektryfikacji Warszawskiego Węzła Kolejowego, stacja przeszła kolejną dużą modernizację. Przebudowano wtedy układ torowy, wzniesiono wysokie perony przystosowane do obsługi nowoczesnych pociągów elektrycznych serii E91 oraz zmodernizowano murowany budynek stacyjny, łącząc go z peronem przejściem podziemnym. Na miejscu starego drewnianego budynku stacyjnego powstał nowy, murowany budynek nastawni.
Budynek dworcowy z 1915 roku został przebudowany w latach 1933–1936 w stylu modernistycznym w związku z projektem elektryfikacji linii Otwock – Warszawa – Pruszków (w tym samym czasie powstały również nowe przystanki, m.in. Międzylesie oraz Anin). Nad peronami stacji całej linii pojawiły się nowoczesne „skrzydlate” wiaty.
20 sierpnia 1942 z rampy stacji wywieziono do obozu zagłady w Treblince ok. 7 tys. Żydów z likwidowanych gett w Falenicy i Rembertowie.
Do lat 90. XX wieku dworzec pełnił swoją funkcję kolejową, po czym został opuszczony i zaniedbany. W 2010 roku, po gruntownym remoncie, budynek został przekształcony na potrzeby Kinokawiarni Stacja Falenica. Dzięki staraniom prywatnych właścicieli zachowano zabytkowe elementy, a obiekt zyskał nowe funkcje. Wnętrza zostały zaaranżowane w stylu lat 20. Oprócz kina urządzono tam kawiarnię, księgarnię, zaczęto organizować koncerty w ogrodzie przy stacji stacji, a także warsztaty dla dzieci i spotkania literackie.
W 2010 wiaty peronowe z poczekalnią zostały wpisane do rejestru zabytków (wraz z podobnymi wiatami znajdującymi się na przystankach kolejowych na tzw. linii otwockiej: Warszawa Międzylesie, Warszawa Radość, Warszawa Miedzeszyn, Michalin, Józefów oraz Otwock Świder).
Na stacji zatrzymują się pociągi:
| Przewoźnik | Linia | Trasa                                                                  |
| ---------- | ----- | ---------------------------------------------------------------------- |
| SKM        | S1    | Otwock – Warszawa Falenica – Warszawa Śródmieście – Pruszków           |
| KM         | R7    | Warszawa Zachodnia – Warszawa Śródmieście – Warszawa Falenica – Dęblin |

## Ruch pasażerski[7]
| Rok  | Wymiana pasażerska na dobę |
| ---- | -------------------------- |
| 2017 | 2900                       |
| 2018 | 2900                       |
| 2019 | 3900                       |
| 2020 | 2100                       |
| 2021 | 2400                       |
| 2022 | 2900                       |
| 2023 | 2700                       |